# Мэй Цин
Мэй Цин (кит. 梅清, пиньинь Méi Qīng, 1623—1697) — китайский художник, каллиграф и поэт, работавший преимущественно на территории современной провинции Аньхой.

## Жизнь и творчество
Кроме таланта художника Мэй Цин обладал также поэтическим дарованием и был искусным каллиграфом. В 1654 году он сдаёт экзамены на учёную степень «цзюйжэнь». Как живописец, вместе с другим выдающимся мастером, Хунжэнем, Мэй Цин относится к так называемой «аньхойской школе», для которой характерны пейзажи. У Мэй Цина это горы Хуаншань, «Жёлтые горы» его родной провинции Аньхой. С этой горной цепью, на картинах художника порой грозной, порой фантастической и полной загадок, связано не только большая часть творчества его, но и значительную часть своей жизни он проводит в «Жёлтых горах».
Мэй Цин жил и работал в переломный момент истории Китая, когда пала империя Мин и утвердилась империя Цин. В смутное время этого переходного периода развитие искусства в Китае замедлилось, центр художественной жизни переместился на юг страны. Выходец из семьи учёных и художников, Мэй Цин значительную часть жизни проводит на родине, вдали от политической жизни и её проблем, в созерцании красоты местной природы. Излюбленным объектом его творчества становятся Жёлтые горы. В своих работах он отдаёт должное не только природе, но и мостам, горным дорогам, рвам и оврагам, каменным осыпям и обвалам в горах. Среди его тем — горы в снегу, пинии и сосны на горных склонах, водопады и остроконечные скалы.
Пишет он тушью и сухой кистью, будучи инспирирован произведениями художников У Чжэня и Хунжэня. В его работах заметны повторения изображений, однако различное их сочетание друг с другом позволяют мастеру избегать монотонности и делают его одним из оригинальнейших художников своего времени в Китае. Подражал стилю выдающихся живописцев эпох Сун и Юань (Ван Мэн), а также Шэнь Чжоу. Был другом живописца Шитао, с которым часто беседовал о поэзии и искусстве и который оказал большое влияние на раннее творчество Мэй Цина.

## Избранные работы
- Дворцовый музей, Пекин:
  - Вершина Цяньду горы Хуаншань, тушь, бумага.

- Музей искусств, Кливленд:
  - Альбом с копиями работ старых мастеров.

- Академия искусств, Гонолулу:
  - Цветущее дерево у скалы (1692), свиток, подписан.

- Музей Гиме, Париж:
  - Учёные занятия мудреца под пиниями на берегу реки (1692), тушь и бумага, свиток, подписано.

- Музей Остазиатиска, Стокгольм:
  - Водопад, ниспадающий на скалы, тушь и бумага, свиток.

## Галерея

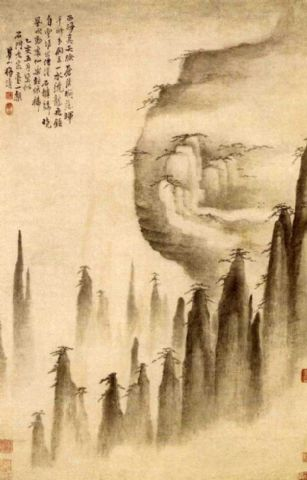
«Две бессмертных гор Хуаншань»
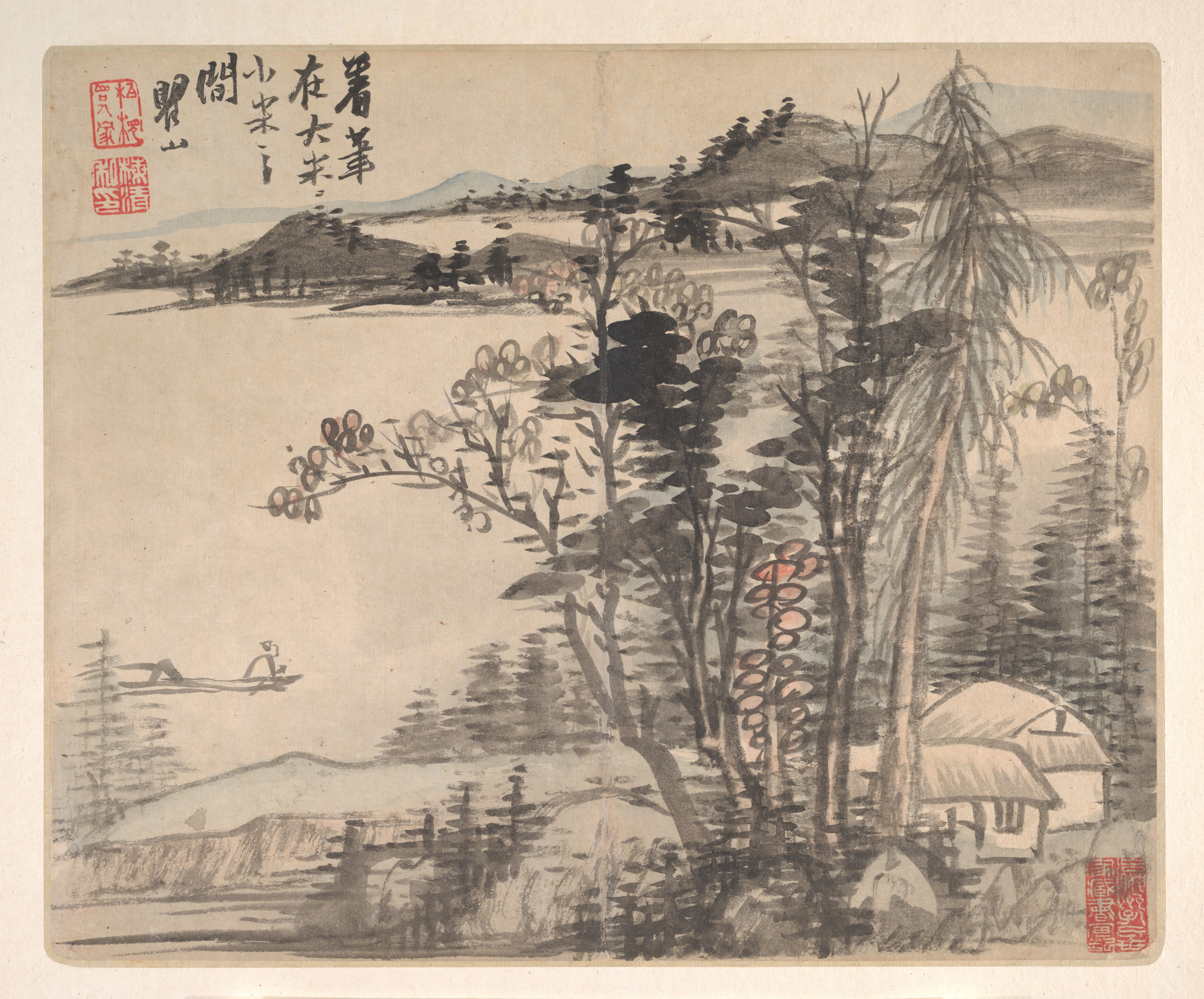
Из альбома копий старых мастеров
«Поток Девяти драконов»
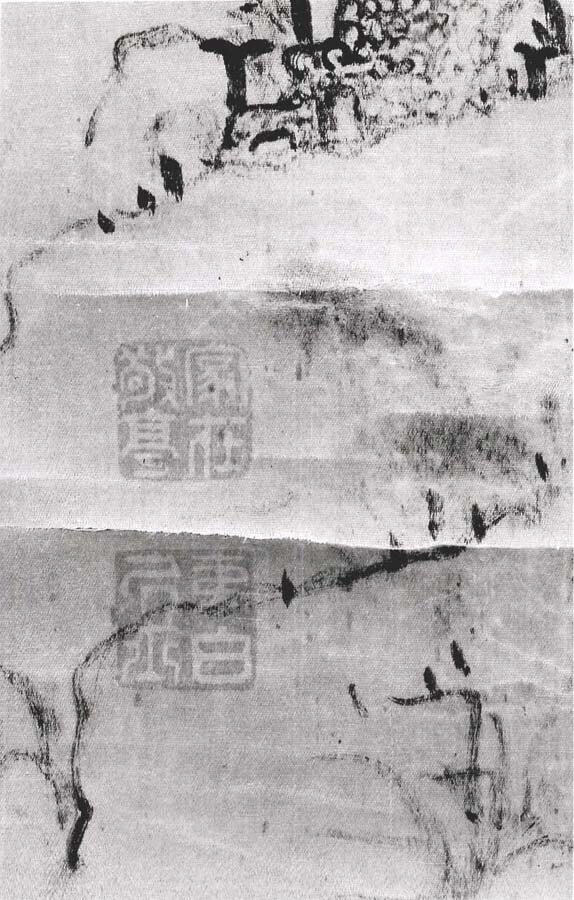
«Прогулка в Тайной долине» (1649)
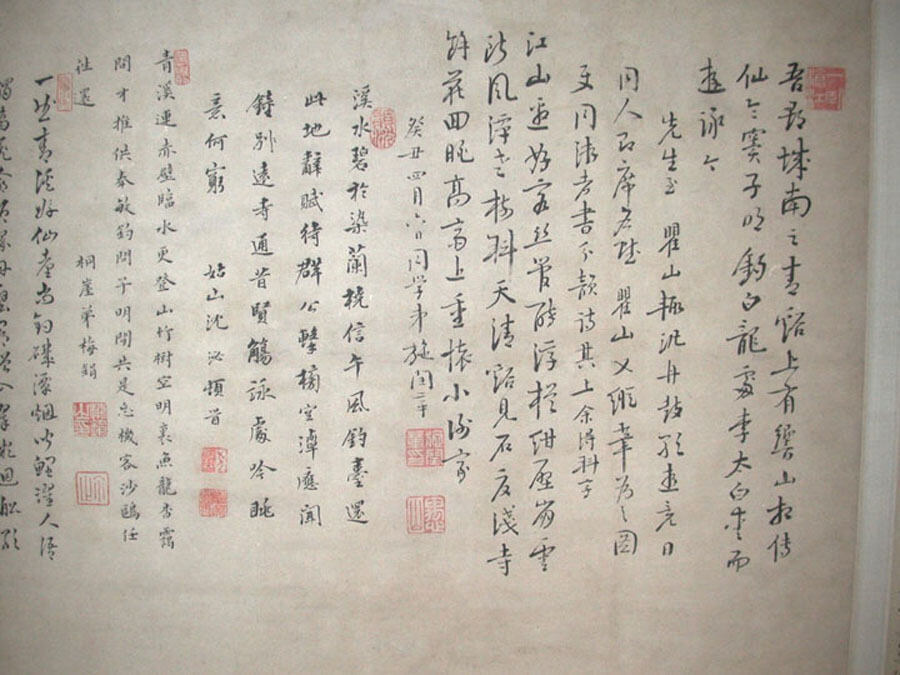
«На лодке у Холмов Эха» (1673)